# Xenolechia aethiops
Xenolechia aethiops é uma espécie de insetos lepidópteros, mais especificamente de traças, pertencente à família Gelechiidae.
A autoridade científica da espécie é Humphreys & Westwood, tendo sido descrita no ano de 1845.
Trata-se de uma espécie presente no território português.